# Carl Ludwig
Carl Friedrich Wilhelm Ludwig (29 de desembre de 1816 - 23 d'abril de 1895) fou un metge i fisiòleg alemany. El seu treball com a investigador i professor té una gran influència en la comprensió, la metodologia i els artefactes utilitzats en gairebé totes les branques de la fisiologia.
L'any 1842 Ludwig va ser professor de fisiologia i el 1846 d'anatomia comparada. Des de les càtedres de Zuric i Viena va passar l'any 1865 a la Universitat de Leipzig i hi va desenvolupar l'Institut de Fisiologia, i que avui dia porta el seu nom: Institut Carl Ludwig de Fisiologia. Ludwig va investigar diversos temes com la fisiologia de la pressió arterial, l'excreció urinària i l'anestèsia. Va rebre la Medalla Copley el 1884 per la seva investigació. El 1869, va ser elegit membre estranger de la Reial Acadèmia Sueca de Ciències. Se li atribueix l'invent del stromuhr.
Des de l'any 193 2 la Societat Alemanya de Cardiologia atorga la Medalla d'Honor Carl Ludwig a investigadors destacats en l'àrea de la investigació cardiovascular.

## Vida
Carl Ludwig va néixer a Witzenhausen, prop de Kassel, va estudiar medicina a Erlangen i Marburg, obtenint el doctorat a Marburg el 1839. S'establí a Marburg, on va estudiar i ensenyar anatomia i fisiologia, primer fou procurador de FL Fick (1841), després professor privat (1842) i finalment professor extraordinari (1846). El 1849 l'escolliren professor d'anatomia i fisiologia a la Universitat de Zuric, i sis anys després va anar a Viena com a professor a l'escola Josephinum per a cirurgians militars.
L'any 1865 Carl Ludwig va ser nomenat per ocupar la càtedra de fisiologia a Leipzig, i va establir-se allà fins a la seva mort el 23 d'abril de 1895.

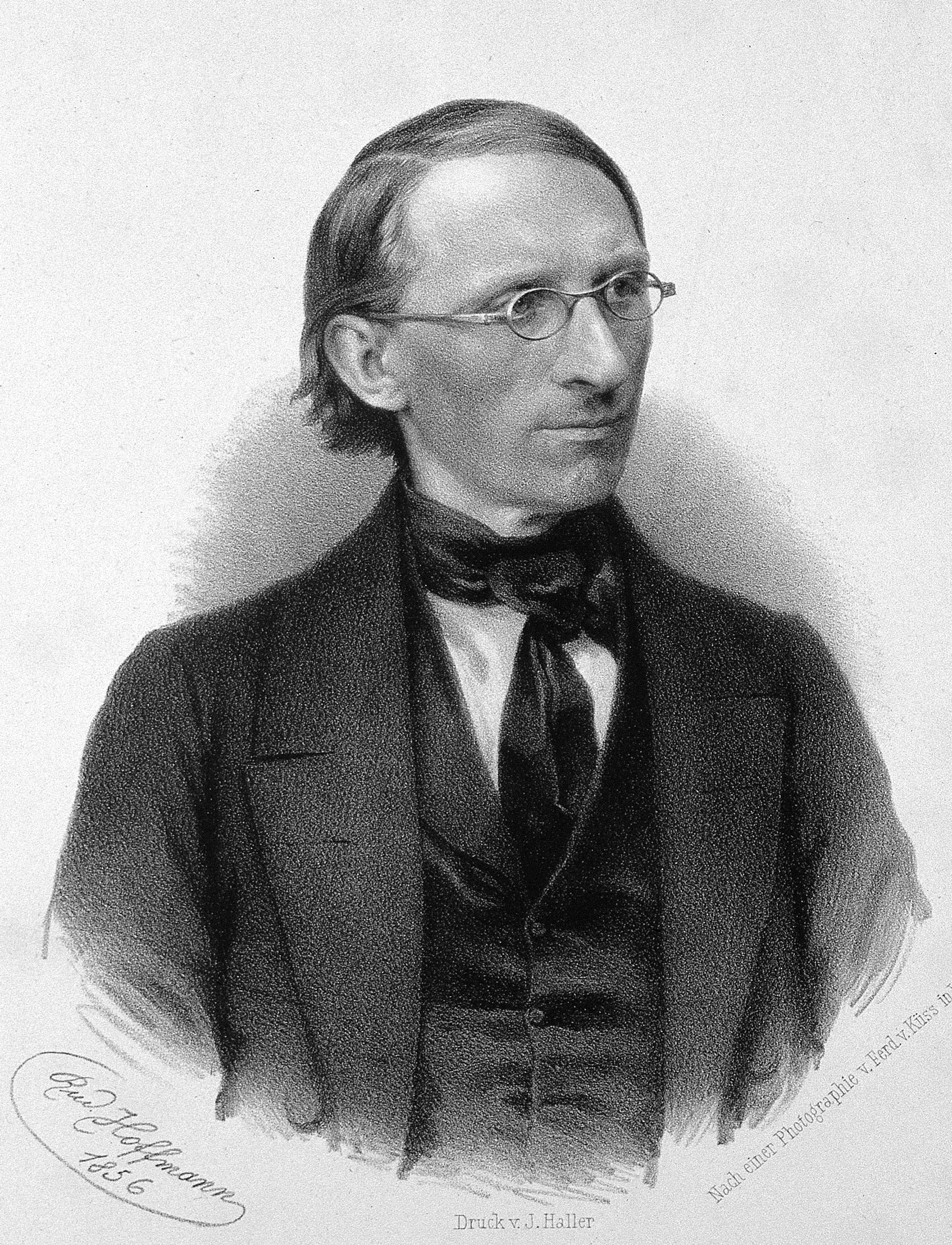
Carl Ludwig el 1856

El nom de Ludwig és important en la història de la fisiologia, va tenir una gran participació en generar el canvi de mètode d'aquesta ciència que va tenir lloc a mitjans del segle xix. Amb els seus amics Hermann Ludwig Ferdinand von Helmholtz, Ernst Wilhelm von Brücke i Emil du Bois-Reymond, a qui va conèixer per primera vegada a Berlín el 1847, va rebutjar l'assumpció que els fenòmens dels animals vius depenen de lleis biològiques especials i vitals. forces diferents de les que operen en el domini de la naturalesa inorgànica; i va intentar explicar-los fent referència a les mateixes lleis que són aplicables en el cas dels fenòmens físics i químics.
Ho va explicar en el famós llibre Text-book of Human Physiology de Ludwig (1852–1856), però és tan evident en el seu primer article (1842) sobre el procés de secreció urinària com en tots els seus treballs posteriors. Ludwig va exercir una enorme influència en el progrés de la fisiologia, no només pels descobriments que va fer, sinó també pels nous mètodes i aparells que va introduir al seu servei. Així, pel que fa a la secreció, va demostrar que les glàndules secretores, com les submaxil·lars, són més que simples filtres, la seva acció secretora va acompanyada de canvis químics i tèrmics tant en si mateixes com en la sang que les travessa.
Ludwig va demostrar l'existència d'una nova tipologia de nervis secretors que controlen aquesta acció i, en demostrar que si els nervis s'estimulen adequadament, les glàndules salivals continuen segregant, encara que l'animal fos decapitat, va iniciar el mètode d'experimentar amb òrgans extirpats. Va idear el quimògraf, un artefacte per obtenir un registre escrit de les variacions de la pressió de la sang als vasos sanguinis; aquest aparell no només el va portar a moltes conclusions importants respecte a la mecànica de la circulació, sinó que va oferir la primera instància de l'ús del mètode gràfic en les investigacions fisiològiques. Per a les investigacions sobre gasos sanguinis, va dissenyar la bomba de sang mercurial que, amb diverses modificacions, s'ha utilitzat àmpliament. El va utilitzar per a moltes investigacions sobre els gasos de la limfa, els intercanvis gasosos en el múscul viu, la importància del material oxidat a la sang, etc.
Gairebé no hi ha cap branca de la fisiologia, excepte la fisiologia dels sentits, a la qual Ludwig no fes contribucions importants. També va ser un gran poder com a professor i el fundador d'una escola. Sota ell, l'Institut Fisiològic de Leipzig es va convertir en un centre organitzat d'investigació fisiològica, d'on va emetre un corrent constant de treballs originals; i encara que els papers que contenien els resultats només portaven el nom dels seus alumnes, totes les investigacions van ser inspirades en ell i realitzades sota la seva direcció personal. Així, els seus alumnes van conèixer de manera pràctica els seus mètodes i maneres de pensar i, vinguts de totes les parts d'Europa, van tornar als seus països per difondre i estendre les seves doctrines. Tenia una extraordinària habilitat manipuladora, avorria el treball rude i maldestre, i insistia que els experiments amb animals s'havien de planificar i preparar amb la màxima cura, no només per evitar la inflicció de dolor (que també es va protegir amb l'ús d'un anestèsic), sinó per garantir que les deduccions extretes d'ells tinguin tot el seu valor científic.